# 4-idrossifenilpiruvato diossigenasi
La 4-idrossifenilpiruvato diossigenasi è un enzima appartenente alla classe delle ossidoreduttasi, che catalizza la seguente reazione:
4-idrossifenilpiruvato + O2 ⇄ omogentisato + CO2
L'enzima di Pseudomonas contiene un Fe3+ per mole di enzima; quelli derivanti da altri organismi possono contenere ferro o rame.